# Ludwig Bettcher
Ludwig Bettcher (* 19. September 1846 in Düsseldorf; † 22. Mai 1912 in Straßburg) war ein deutscher Architekt und Baubeamter im Dienst der Reichspost.

## Leben
Ludwig Bettcher war ein Sohn von Ludwig Bettcher, Königlicher Stallmeister in Düsseldorf, und dessen Ehefrau Sophia Bettcher geborene Steffen. Er studierte an der Kunstakademie Düsseldorf, später in Leipzig. Nach mehreren Praktika bei Architekten trat er 1877 als Architekt der neuen Postbauverwaltung in den Dienst der Reichspost und überwachte den Bau des Hauptpostamts in Leipzig. Dabei konnte er vor allem in der Provinz Ostpreußen am Bau von Postämtern mitarbeiten. So wirkte er an der Planung und dem Bau von Projekten in Königsberg (heute Kaliningrad) und Pillau (heute Baltijsk) mit. 1887 arbeitete er an der Bauausführung des Postamts in Gumbinnen (heute Gussew), bevor er nach Straßburg in die Bauabteilung des Reichspostamts Elsaß-Lothringen versetzt wurde.
Am 1. April 1888 wurde Ludwig Bettcher im Rang eines Postbaurats zum Direktor der Bauabteilung der Oberpostdirektion Straßburg ernannt, die er bis 1911 leitete. Dieses vom Bauamt der Oberpostdirektion Karlsruhe verselbstständigte Amt war für die Planung und den Bau aller Postgebäude im Reichsland Elsaß-Lothringen zuständig. Dort unterzeichnete er die Pläne für viele Postämter der Region: Weißenburg (1892), Kolmar (1893), Mülhausen im Elsaß (1895), Zabern (1894), Straßburg (1899), Hagenau (1902) und Metz (1911). Er arbeitet eng mit der Postbauverwaltung im Generalpostamt in Berlin unter Heinrich von Stephan zusammen, wo seine Projekte genau verfolgt wurden.
Ludwig Bettcher starb am 22. Mai 1912 in Straßburg im Diakonissenhaus im Alter von 65 Jahren. Er wohnte damals im Haus Rue Saint-Urbain Nr. 30, das er um 1900 hatte bauen lassen.

## Bauten und Entwürfe
- 1887: Oberpostdirektion mit Postamt in Gumbinnen, Ostpreußen[2]
- 1891–1893: Postamt in Colmar
- 1892: Postamt in Weißenburg[3]
- 1892: Postamt in Rappoltsweiler und Postamt in Sankt Ludwig
- 1894: Entwurf des Postamts in Zabern (Neorenaissance)[4]
- 1896–1899: Oberaufsicht beim Neubau für die Oberpostdirektion mit Hauptpostamt in Straßburg, Avenue de la Liberté[5]
- 1900–1902: Entwurf des Postamts in Hagenau (Neoromanik)[6]
- 1905–1911: Entwurfs-Überarbeitung für die Oberpostdirektion mit Postamt in Metz[7]

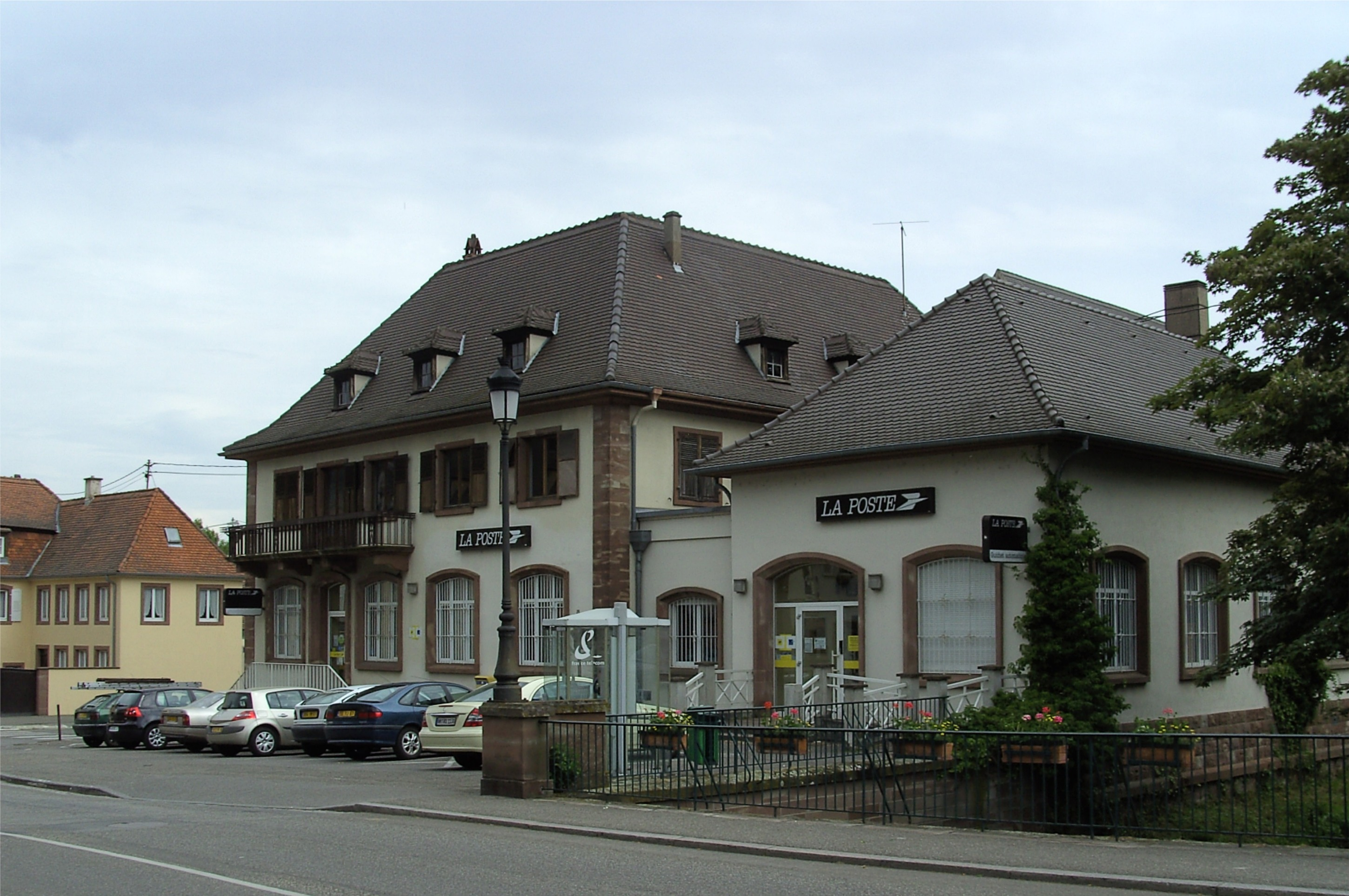
Postamt Weißenburg
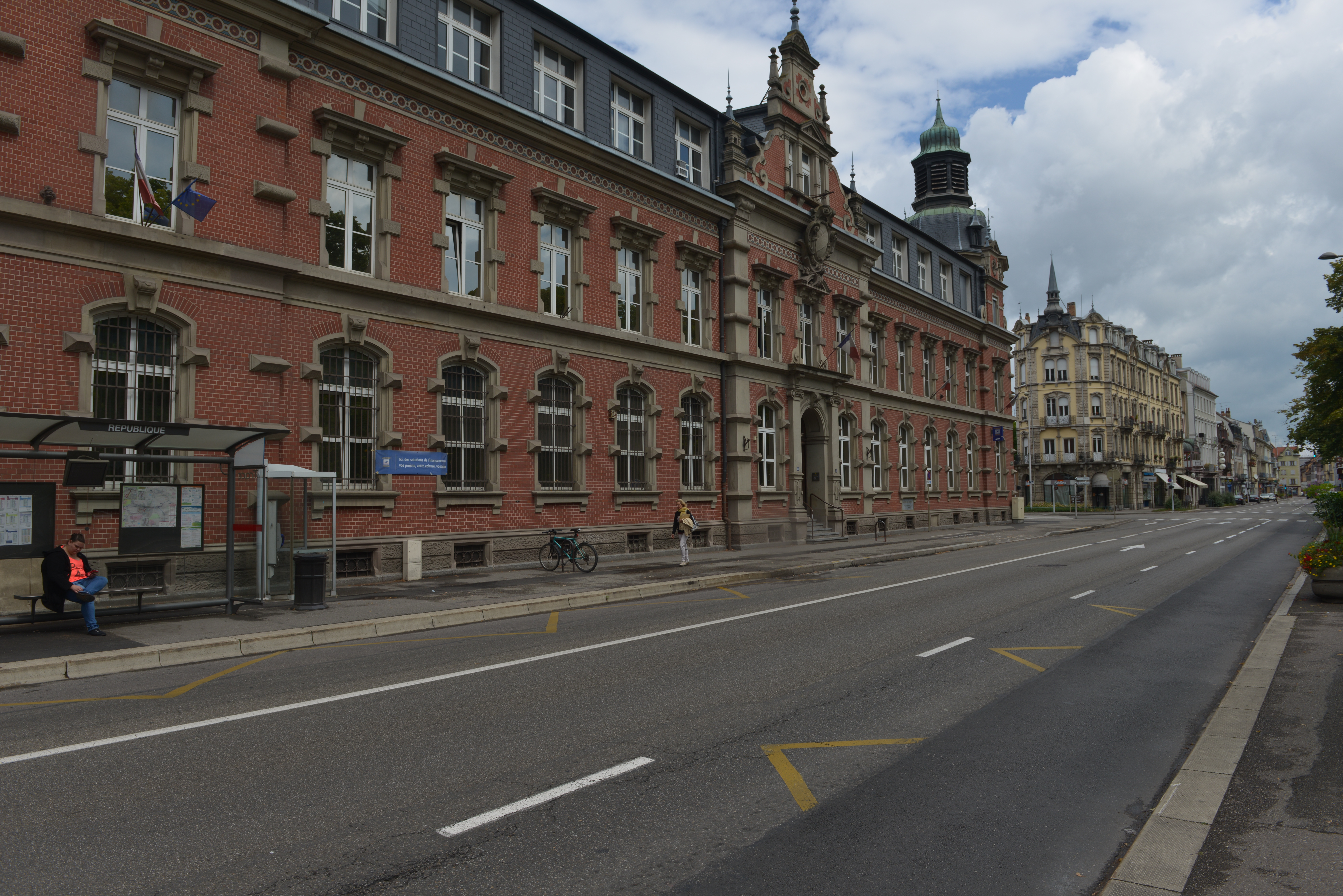
Postamt Colmar
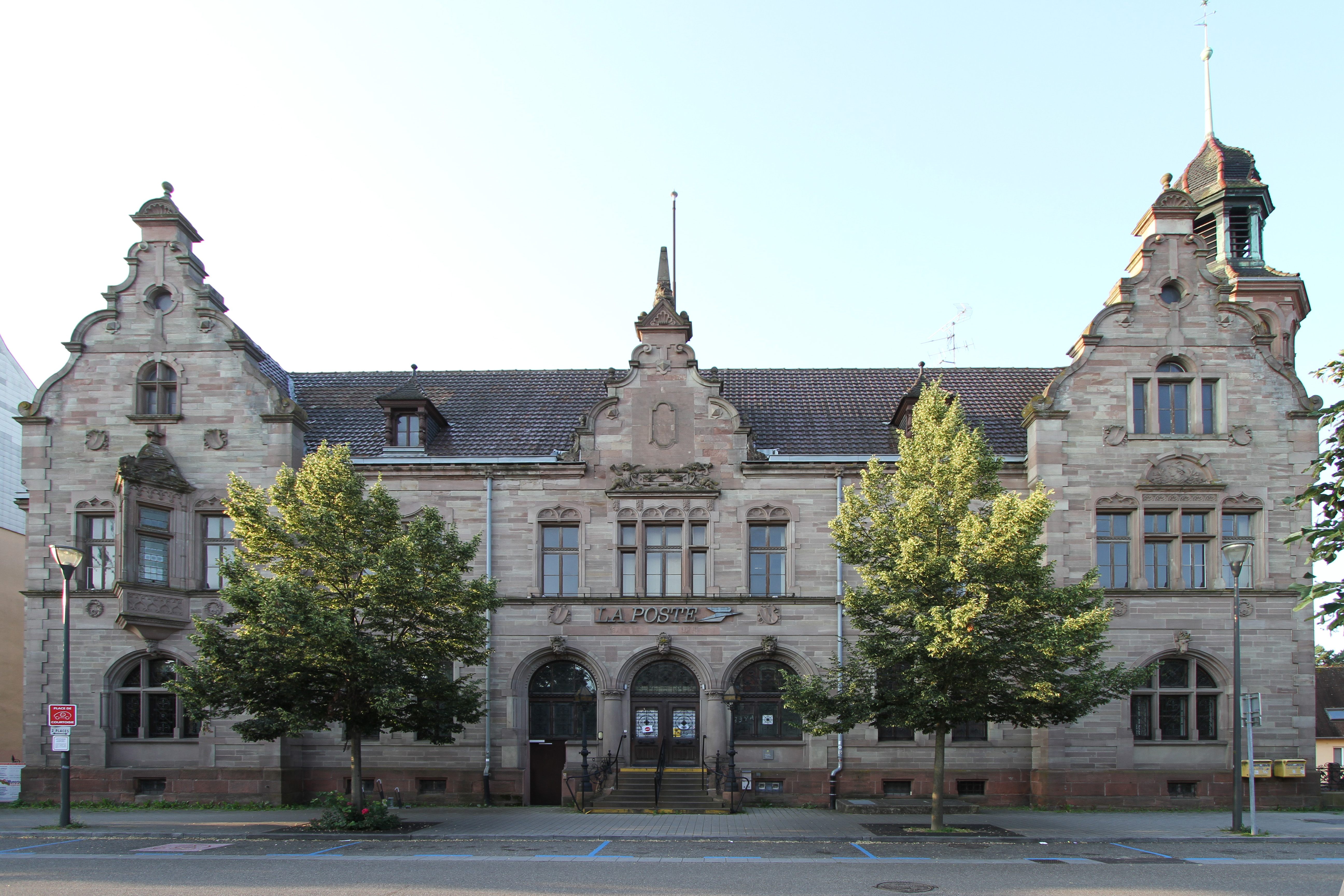
Postgebäude Zabern
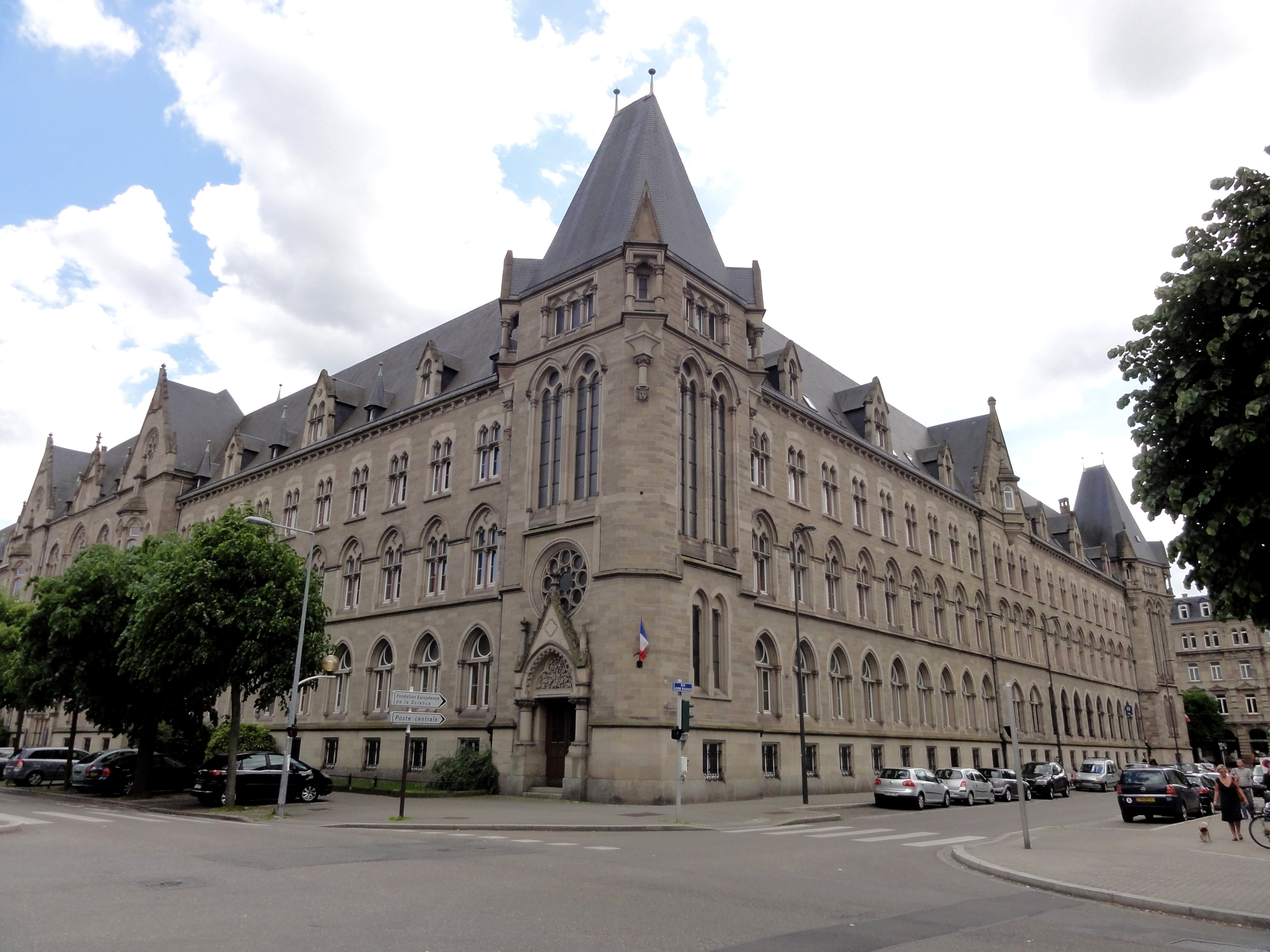
Hauptpostamt Straßburg
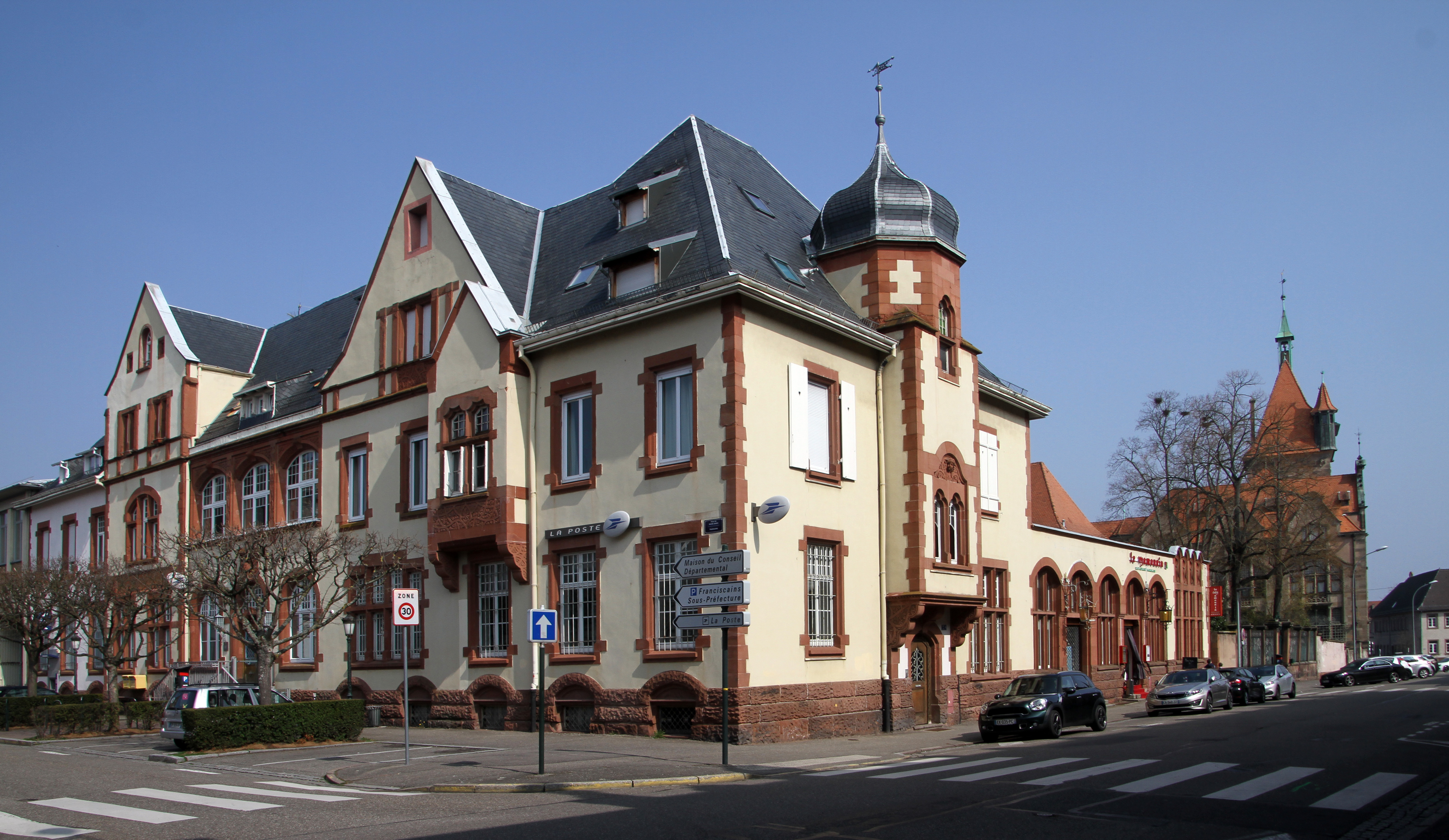
Postamt Hagenau
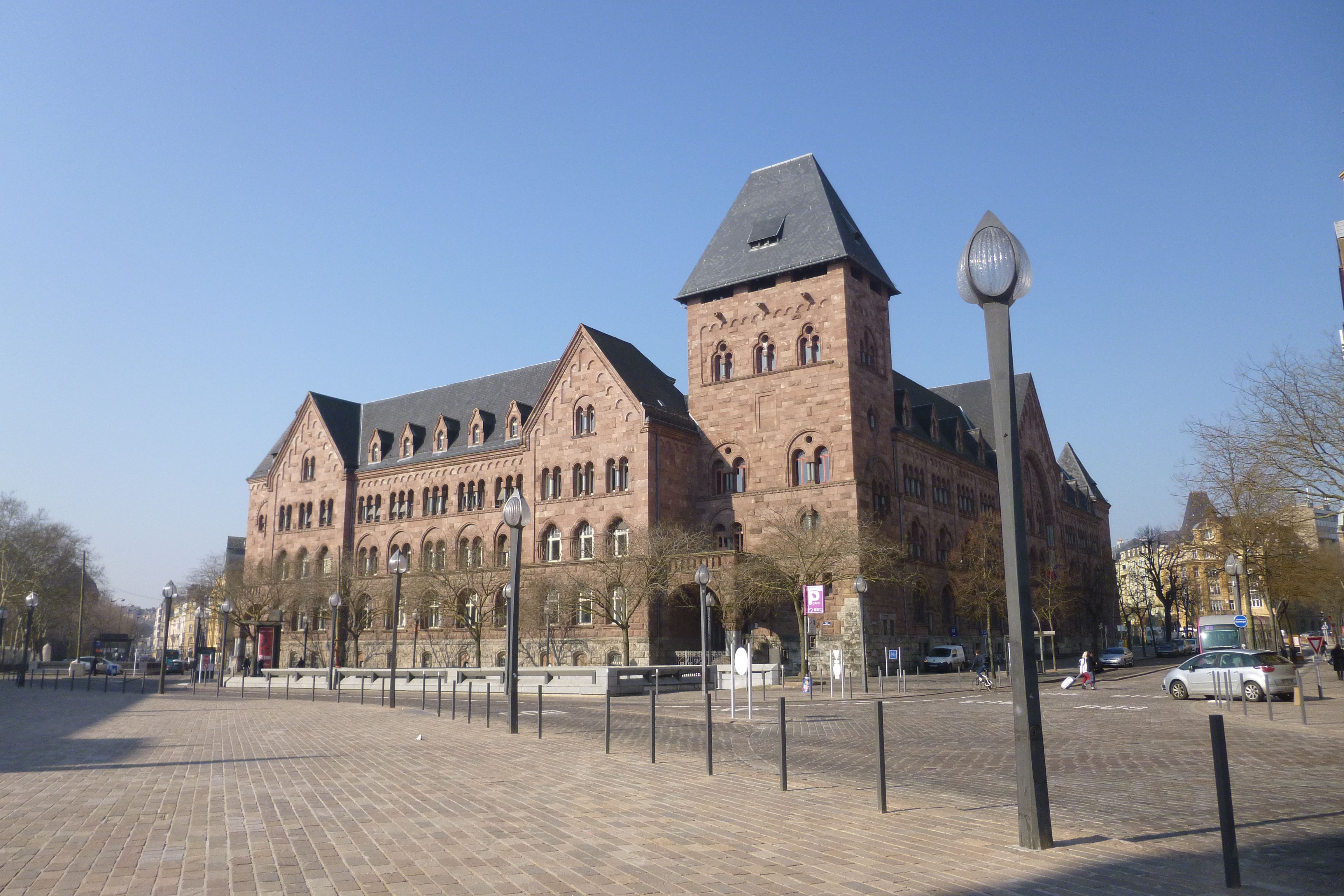
Oberpostdirektion Metz